# Eucereon abdominalis
Eucereon abdominalis là một loài bướm đêm thuộc phân họ Arctiinae, họ Erebidae.